# Tachychlora insignis
Tachychlora insignis là một loài bướm đêm trong họ Geometridae.